# Liste von Legierungen
Dies ist eine nach dem jeweiligen Basismetall alphabetisch geordnete Liste von Legierungen.

## Aluminium
- Aluminium. Wird mit Ausnahme von Reinaluminium (99%Al) und Reinstaluminium (99,9%Al) nur in Form von Legierungen mit Kupfer, Magnesium, Silicium oder Mangan als Hauptlegierungselement verwendet.
- Aluminium-Kupfer-Legierungen
  - Duraluminium ist eine Knetlegierung aus Aluminium, Kupfer, Magnesium, Mangan und Silicium.
  - Partinium
- Aluminium-Mangan-Legierung
- Aluminium-Magnesium-Legierung
  - Hydronalium: Handelsbezeichnung für eine Aluminiumgusslegierung mit 3–12 % Magnesium
- Aluminium-Silicium-Legierung, vor allem als Gusslegierung
  - Silumin: Markenbezeichnung für eine Reihe untereutektischer bis eutektischer Aluminium-Silicium-Gusslegierungen.
- Aluminium-Lithium-Legierung (Sind besonders leicht.)
- Aluminium-Zink-Magnesium-Legierung
  - Titanal

## Blei
- Hartblei besteht aus Blei und Antimon
- Schrot bezeichnet eine Legierung aus Blei, Arsen und Antimon.
- Lötzinn ist eine Blei-Zinn-Legierung. Seit einiger Zeit finden auch kupfer- oder silberhaltige Zinnlegierungen Anwendung.
- Natrium-Blei-Legierungen finden als Trocknungsmittel und bei der Herstellung von Tetraethylblei Verwendung.

## Bismut (Wismut)
- Roses Metall besteht aus Bismut, Blei und Zinn
- Woodsches Metall besteht aus Bismut, Blei, Zinn und Cadmium
- weitere Bismutlegierungen: z. B. Lipowitzmetall, Orionmetall, Schnelllot, Darcotmetall
- Fieldsches Metall ist eine Legierung aus Bismut, Indium und Zinn

## Cobalt (Kobalt)
- Stellite sind Hartlegierungen aus 20 – 68 % Cobalt. Weitere, wesentliche Bestandteile in unterschiedlichen Mengen sind Chrom, Wolfram, Nickel, Molybdän und fallweise bis zu 2,5 % Kohlenstoff.

- Vitallium ist eine Metalllegierung aus Kobalt, Chrom und Molybdän (siehe Chrom-Kobalt-Molybdän-Legierung)

## Eisen
- Eisen-Kohlenstoff-Legierungen
  - Stahl ist eine Sammelbezeichnung für plastisch verformbare Eisen-Kohlenstoff-Legierungen und höchstens 2,06 Prozent Kohlenstoff.
  - Gusseisen ist eine Sammelbezeichnung für nicht plastisch verformbare Eisen-Kohlenstoff-Legierungen und mindestens 2 % C (meist um 4 % Prozent Kohlenstoff.)
- Eisen-Nickel-Legierung
  - Invar besteht (hauptsächlich) aus Eisen und Nickel.
  - Kovar besteht (hauptsächlich) aus Eisen, Nickel und Cobalt.
- Ferrolegierung

## Gallium
Gallium ist in seinen Eigenschaft dem Aluminium recht ähnlich. In Verbindung mit einigen Elementen, zu denen sowohl Gadolinium, aber auch Eisen und Magnesium zählen, entstehen magnetische Werkstoffe.
- Galinstan ist eine eutektische Legierung aus Gallium, Indium und Zinn.

## Gold
- Titangold: Legierung: 99 % Gold, 1 % Titan, wird vor allem bei der Herstellung von Trauringen und in der Medizintechnik verwendet. Farblich ist es mit 750er Gelbgold vergleichbar, jedoch etwas grauer.
- Farbgold (allgemein) ist eine Legierung aus Gold, Silber (zur Aufhellung des Gelb und zur Verbesserung der mechanischen Verarbeitbarkeit) und Kupfer (für die „edle“ intensive Goldfarbigkeit bzw. für die Rot-Tönung).
  - Gelbgold: der Anteil von Silber entspricht dem von Kupfer.
  - Rotgold: der Anteil von Silber ist wesentlich geringer als der von Kupfer (regional auch Türkengold genannt).
    - Russengold: etwas helleres Rotgold mit dem ungewöhnlichen Goldanteil von 583.

  - Blassgold: der Anteil von Silber ist wesentlich höher als der von Kupfer.
- Grüngold Gold mit überwiegend oder ausschließlich Silber. Häufig werden zur Intensivierung des Grüntons kleine Mengen an Cadmium zugesetzt, was jedoch seit 2011 EU-weit verboten ist.[2]
- Weißgold und Graugold sind Legierungen aus Gold mit Platin, Palladium oder Silber. Es gibt aber auch Weißgoldlegierungen mit Cobalt, Chrom, Mangan-Germanium und anderen Metallen. Früher wurde auch Nickel verwendet.
- Elektrum ist eine schon in der Antike bekannte Legierung aus Gold und Silber. Die Bezeichnung wird auch für Bernstein verwendet. Elektron ist seit 1920 die geschützte Bezeichnung für eine Magnesiumlegierung der damaligen I.G. Farbenindustrie, Werk Griesheim.
- Normmetall oder Norm-Metall (in der Schweiz auch: Garantiemetall) ist eine goldhaltige Legierung mit weniger als 333 ‰ Goldanteil.
- Hartgold: Gold aus galvanotechnischer Herstellung mit geringen Anteilen (einige Atom-%) Kobalt, Nickel oder Eisen.

„Katzengold“ ist keine goldhaltige Legierung, sondern der Trivialname des Minerals Pyrit.

## Kupfer
Entsprechend der technischen Bedeutung des Kupfers gibt es eine Vielzahl von Legierungen, wobei häufig Spezial-Legierungen gleicher oder nahezu gleicher Zusammensetzung nur unter ihrem geschützten Marken- oder auf den Hersteller verweisenden Namen bekannt sind. Insoweit ist diese Aufzählung nur verweisender Art. Eine grundlegende Unterscheidung kennt Reinkupfer und niedriglegiertes Kupfer. Die Masse legierten Kupfers wird mit Bezug auf das wichtigste Begleitelement entweder den Bronzen oder den Messingen zugeordnet, wobei Zinn die Bronzen und Zink die Messinge bestimmt. Unter den zahlreichen Sonderformen ist die Gebrauchslegierung „Rotguss“ (Kupfer, Zink, Blei) wohl die bekannteste.
- Bronze (echte Bronze) ist eine Legierung, die nur aus Kupfer und Zinn besteht.
- Aluminiumbronze ist eine Legierung, die aus Kupfer und Aluminium sowie aus Anteilen von Nickel und Eisen bestehen kann.
- Messing ist eine Legierung aus Kupfer und Zink, verbreitet als Walz- und Knetmaterial mit einer Beimengung von Blei, auch Aluminium.
- Als Tombak wird kupferreiches Messing bezeichnet
- Bleibronze ist eine Legierung aus Kupfer, Zinn und Blei.
- Isabellin ist eine Legierung aus Kupfer, Nickel und Mangan, vornehmlich für thermisch resistente Drähte (Heizleiterlegierung)
- Konstantan ist eine vergleichbare Legierung aus Kupfer, Nickel und Mangan.
- Nickelin ist eine vergleichbare Legierung aus Kupfer, Nickel und Mangan.
- Neusilber (Alpaka, Pakfong) ist eine Legierung aus Kupfer, Nickel und Zink, die gelegentlich fälschlich den Silberlegierungen zugeordnet wird.
- Rotguss ist eine u. a. für Armaturen verwendete Legierung aus Kupfer, Zinn, Zink und Blei.
- Berylliumkupfer aus Kupfer und Beryllium wurde besonders für funkenfreie Werkzeuge im Bergbau verwendet.
- Weißkupfer ist eine helle Kupfer-Arsen-Legierung.

## Magnesium
- Elektron ist eine in den 1920er Jahren geschützte Bezeichnung für eine Magnesiumlegierung.

## Nickel
- Nickelbasislegierungen sind wichtige Hochtemperaturwerkstoffe für den Bereich oberhalb der Warmarbeitsstähle
- Plessit besteht aus miteinander verwachsenem Kamacit (Balkeneisen) und Taenit (Bandeisen) und kommt in Nickel-Eisen-Meteoriten vor
- Chronin bezeichnet Legierungen aus Nickel und Chrom.
- Monel ist eine Legierung aus Nickel, Kupfer, Eisen und Mangan.
- Inconel und Incoloy sind bis 800 °C hitzebeständige Legierungen aus Nickel, Chrom und bis zu 5 % Eisen.
- Supermalloy ist eine Legierung aus Nickel, Eisen und Molybdän.

## Quecksilber
Quecksilber legiert sich mit vielen Metallen unter Amalgambildung.
- Technisch bedeutend war bis in neuere Zeit das Silberamalgam als Zahnfüllung.
- Goldamalgam als Verbindung von Quecksilber mit Gold ist keine zweckgebundene Legierung, sondern lediglich eine umweltschädliche Zwischenstufe der Goldgewinnung

## Silber
- Sterlingsilber: Legierung mit 925/1000 Silber, das mit Kupfer oder anderen Materialien legiert wird. Diese Legierung wird meist zur Herstellung von Münzen, Schmuck und Besteck verwendet.
- Vermeil: Silber, das feuervergoldet wurde.
- Niello (Tulasilber): (vor allem im Mittelalter für Kunstwerke und Tafelgeschirr verwendet) wird mit Silber, Kupfer, Blei, Schwefel, sowie Ammoniumchlorid hergestellt.
- Tibetsilber: Legierung mit sehr geringem Silberanteil von 250/1000.

Versilbern: Bestecke und Tafelartikel werden entweder „halbversilbert“, oder als Schmuck und hochwertige Silberbestecke „feinversilbert“ (erbringt weißen Silberglanz). Ferner ugs. „Versilbern“ in der Bedeutung, beliebige Wertgegenstände zu verkaufen, d. h. zu (Silber-)Geld zu machen.

## Wolfram
Wolfram gehört zu den Refraktärmetallen, die sich aufgrund ihres hohen Schmelzpunktes (SMWolfram = 3422 °C) nur schwer mit anderen Metallen legieren lassen und wird daher meist zu Verbundwerkstoffen gesintert wie z. B. Hartmetalle zur spanenden Bearbeitung von Werkstoffen.
- Widia, die geschützte Bezeichnung für ein Hartmetall, bestehend aus Wolfram, Cobalt, Kohlenstoff und Titan.
- Ein Wolfram-Silber-Verbundwerkstoff wird irreführend auch als Schwitzkühllegierung bezeichnet

Zu den echten Legierungen zählen dagegen unter anderem Wolfram-Molybdän-Legierungen, hochdichte Wolframlegierungen mit den Legierungsbestandteilen Nickel, Kupfer, Eisen, Molybdän in wechselnden Zusammensetzungen.
Als Legierungselement mit einem Anteil von wenigen Gewichtsprozent ist Wolfram meist ein Bestandteil sowohl hochwertiger Stähle (siehe auch Liste der Legierungselemente), als auch zu Leuchtzwecken genutzter Drahtlegierungen (Bsp. Marke Osram als Zusammenziehung von Osmium und Wolfram).

## Zink
- Feinzink - Gusslegierungen werden überwiegend für Druckgussteile, auch solche im Feinguss verwendet.
- Titanzink ist eine bevorzugt für Verzinkung verwendete Zinklegierung mit sehr geringem Kupfer- und Titananteil.

Alzen (ZnAl35), auch Alzeen sind Markennamen von Zink-Aluminiumlegierungen.

## Zinn
- Britannia-Metall ist eine Legierung aus 90–95 % Zinn mit bis zu 9 % Antimon und einem Prozent Kupfer. Laut „Gießereilexikon“ (früher) Verwendung für Haushaltswaren und Ziergegenstände ("falsche Bronzen").
- Hartzinn (Pewter) ist eine Legierung aus Zinn, Kupfer und/oder Blei.
- Lötzinn ist eine Blei-Zinn-Legierung. Seit einiger Zeit finden auch kupfer- oder silberhaltige Zinnlegierungen Anwendung.
- „Potin gris“ ist eine historische, französische Bronze (Kupferlegierung mit Zinnanteil).